# Bruinrugtapuittiran
De bruinrugtapuittiran (Ochthoeca fumicolor) is een zangvogel uit de familie Tyrannidae (tirannen).

## Verspreiding en leefgebied
Deze soort komt voor van noordwestelijk Venezuela tot Bolivia en telt vier ondersoorten:
- O. f. ferruginea: westelijk  en centraal Colombia.
- O. f. fumicolor: noordoostelijk Colombia en noordwestelijk Venezuela.
- O. f. brunneifrons: van westelijk Colombia en Ecuador tot centraal Peru.
- O. f. berlepschi: zuidoostelijk Peru en westelijk Bolivia.

## Status
De grootte van de populatie is niet gekwantificeerd maar de soort wordt omschreven als algemeen. Op de Rode lijst van de IUCN heeft deze soort de status niet bedreigd.